# IC 2071
IC 2071 ist eine Galaxiengruppe im Sternbild Schwertfisch am Südsternhimmel.
Das Objekt wurde am 7. Dezember 1899 vom US-amerikanischen Astronomen DeLisle Stewart entdeckt.